# Charles Bennett (atlet)
Charles Bennett, angleški atlet, * 28. december 1870, Shapwick, Dorset, Anglija, Združeno kraljestvo, † 16. december 1950, Bournemouth, Dorset.
Bennett je nastopil na  Poletnih olimpijskih igrah 1900 v Parizu, kjer je osvojil naslova olimpijskega prvaka v teku na 1500 m in v ekipnem teku na 5000 m, v teku na 4000 m z zaprekami pa je osvojil srebrno medaljo. 